# 徳島ガラススタジオ
徳島ガラススタジオ（とくしまガラススタジオ）は、徳島県徳島市勝占町にあるガラス工芸を発信するための施設。
ガラス工芸制作体験教室や各種イベント等が行われる。

## 施設
- 1階
  - 展示フロア
  - 工作室
  - 吹き場
  - 洗面所 他
- 2階
  - 工作室
  - 休憩室 他
  - 倉庫 他

## 基礎データ
- 開館時間：9:00〜17:00
- 休館日：年末年始（12月29日～1月3日）

## 交通
- JR徳島駅前、徳島市営バス2番乗り場より、五滝行、大久保行、八多行に乗車25分、「勝占支所・ガラススタジオ前」下車、バス停前。
- JR地蔵橋駅より徒歩15分。